# Ted Stevens
Theodore Fulton Stevens (født 18. november 1923, død 9. august 2010) var den republikanske senior senator fra staten Alaska til det amerikanske senat. 
Stevens, der tjente sammen med den ligeledes republikanske Lisa Murkowski, var den republikaner der tjente længst i det amerikanske senat uden afbrydelse, nemlig i 40 år siden 1968. FBI undersøgte i forbindelse med Stevens samarbejde med et amerikansk olieselskab anklager om et ulovligt samarbejde med dette, og den 27. oktober 2008 blev han ved en amerikansk domstol fundet skyldig i alle anklager. Han er den 5. siddende senator i USA der er blevet dømt af en amerikansk jury.[kilde mangler] Senere blev sagen dømt ugyldig pga. procedurefejl fra anklagerens side.
Den 9. august 2010 omkom Stevens ved en flyveulykke.